# 채안골천
채안골천은 울산광역시 울주군 삼동면 작동리의 자경골못에서 발원하여 대체로 북류하다가, 울주군 삼동면 작동장로교회 부근에서 태화강의 지류인 둔기천으로 흘러드는 하천이다. 2009년 1월 12일 이 강의 1지구 정비공사가 있었다.